# Чулпан, Абдулхамид Сулейман угли
Чулпан Абдулхамид Сулейман угли  (узб.  Cho’lpon  Abdulhamid Sulaymon o’g’li), настоящее имя Абдулхамид Сулейман угли Юнусов (узб. Abdulhamid Sulaymon o’g’li Yunusov) (1897, Андижан — 5 октября 1938, Ташкент) — узбекский поэт, писатель, драматург и публицист, один из основоположников новой узбекской поэзии. Подписывал свои произведения тахаллусом Чулпан.

## Биография
Абдулхамид Чулпан родился в городе Андижане в 1897 году. Своё образование Чулпан начинает в традиционной местной школе — медресе, где помимо изучения обязательной учебной программы, активно интересуется философией, логикой и историей, увлекается поэзией. Будучи полиглотом, Чулпан в оригинале читает произведения великих поэтов Востока — Фирдоуси, Саади, Хафиза, Омара Хайяма. Позднее, став учеником русско-туземной школы, он знакомится с наследием великих русских классиков — Пушкина и Достоевского, изучение русского языка также открывает для него европейскую культуру.
Творческий путь писателя начинается с публикации стихотворения «Родственникам туркестанцам» в газете «Садои Туркистон», позднее в этой-же газете публикуется статья Чулпона «Что такое литература?» и рассказ «Доктор Мухаммадиёр».
Многогранный талант Чулпана раскрывается в полную силу, в 1917 году он пишет драму «Халил — искусник», в 1920 году пьесу «Яркиной», один за другим выходят поэтические сборники «Пробуждение» (1922), «Источники» (1923), «Утренние очарования» (1926), «Соз» (1935). В 1924 году некоторые стихотворения Чулпана были изданы на русском языке, в переводе А. Самойловича. В 1936 году выходит роман писателя «Ночь и день». Это произведение Чулпана, вершина его творчества, оказало огромное влияние на формирование традиций узбекского романа.
Чулпан проявляет также яркий талант драматурга, десятки пьес его авторства не сходят с подмостков театров. Талантливый переводчик, Чулпан перерабатывает на узбекский язык «Путешествие по Европе» Лахути, «Дубровского» и «Бориса Годунова» Пушкина, «Мать» и «Егора Булычова» Горького, «Гамлета» Шекспира.
Чулпан много путешествует по стране, побывав в Оренбурге, некоторое время проработав в Москве.

## Гибель
Понимая огромное влияние, которое оказывает литература на общественное сознание, руководство страны придавало большое значение формированию новой социалистической культуры. Политизация узбекской литературы, одновременно проходила в русле новой национальной политики советского руководства. В Узбекистане, как и в других советских республиках разворачивается идеологическая борьба с «буржуазным национализмом». Документы того периода всё чаще содержат критику в адрес нового поколения писателей за слабое освещение «борьбы против классовых врагов», разворачивается компания «массовых чисток», направленная против творческой интеллигенции. Среди попавших под политическую чистку оказался и Чулпан.
В 1937 году Чулпан был арестован и через год 5 октября 1938 года расстрелян на расстрельном полигоне Алвасти куприк в Ташкенте.

## Реабилитация и память

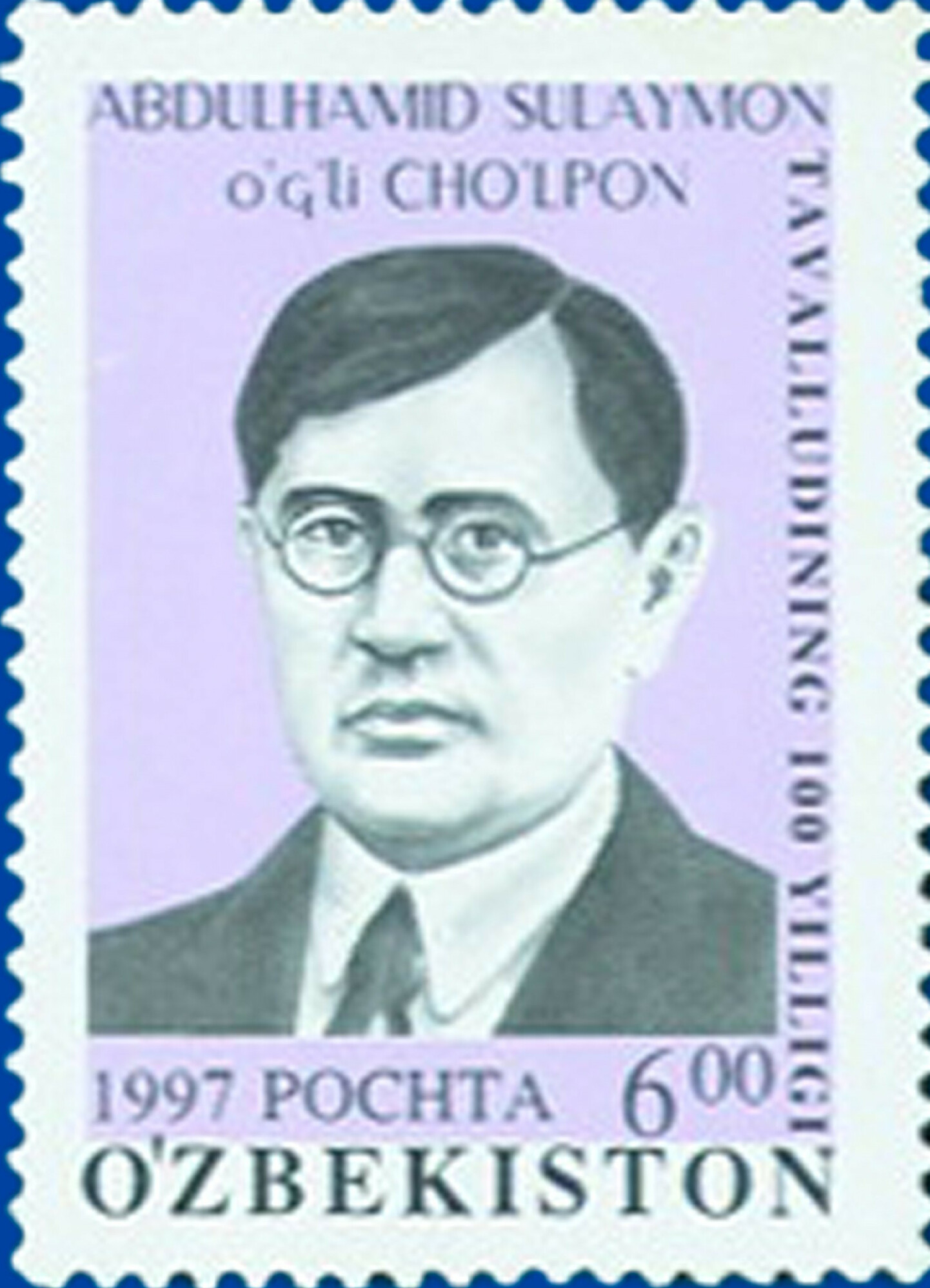
Почтовая марка Узбекистана 1997 года.

В 1956 году Чулпан был посмертно реабилитирован. Но только с конца 1980-х годов вновь начинают переиздавать произведения писателя.
К официальному празднованию 100-летнего юбилея писателя в Узбекистане в Ташкенте был открыт мемориальный музей Чулпана.
Указом Президента Узбекистана Чулпан посмертно награждён орденом «Мустакиллик».
В Ташкенте установлен памятник Чулпану работы скульптора Джалалитдина Миртаджиева.
Именем Чулпана названо крупнейшее издательство Узбекистана.